# 長島一向一揆
長島一向一揆是1570年至1574年間與石山合戰同時發生的戰爭。

## 背景
文龜元年（1501年）本願寺蓮如六子蓮淳在長島創立願証寺，類似一種國人領主組織，門徒約10萬人，擁有石高10萬石且不受任何勢力管轄（包括附近逐漸強大的織田氏和齋藤氏），形成自治。織田信長統一尾張後持續追討從稻葉山城逃出的齋藤龍興。在信長上洛後對伊勢北部進行侵略，招至門徒眾反抗，但信長並未介入爭端。

## 起義
在元龜元年（1570年），本願寺顯如於9月13日晚間號召信徒參加野田、福島城之戰在，顯如更傳書給近江、讚岐、筑後等各地信徒表示跟織田信長為敵之意，一向一揆就此正式跟織田信長對立，當織田信長將朝倉義景、淺井長政包圍在比叡山時（志賀之陣），伊勢國北部的長島一向一揆在願証寺住持証意的領導下，蜂起進攻伊勢、尾張兩國邊境的小木江城，作為城主的織田信長七弟織田信興雖然奮戰，但依然寡不敵眾，最後於天守切腹自殺。

## 第一次長島征伐
翌年元龜2年（1571年）5月，織田信長揮師5萬進逼伊勢長島，企圖攻打長島一向一揆，織田信長將本陣設在津島，全軍分成三方發動攻勢，除了信長本陣外，中筋口由佐久間信盛、淺井政貞、山田勝盛、長谷川與次、和田新介、中島豐後進攻。川西的多芸山大田口一帶由柴田勝家、市橋長利、氏家卜全、安藤守就、稻葉一鐵、塚本小大膳、不破光治、丸毛長照、飯沼長繼進攻。佐久間信盛在香取口松木川討取部份一向一揆，到5月16日時大田口的織田軍在多藝山一帶放火後決定撤軍。

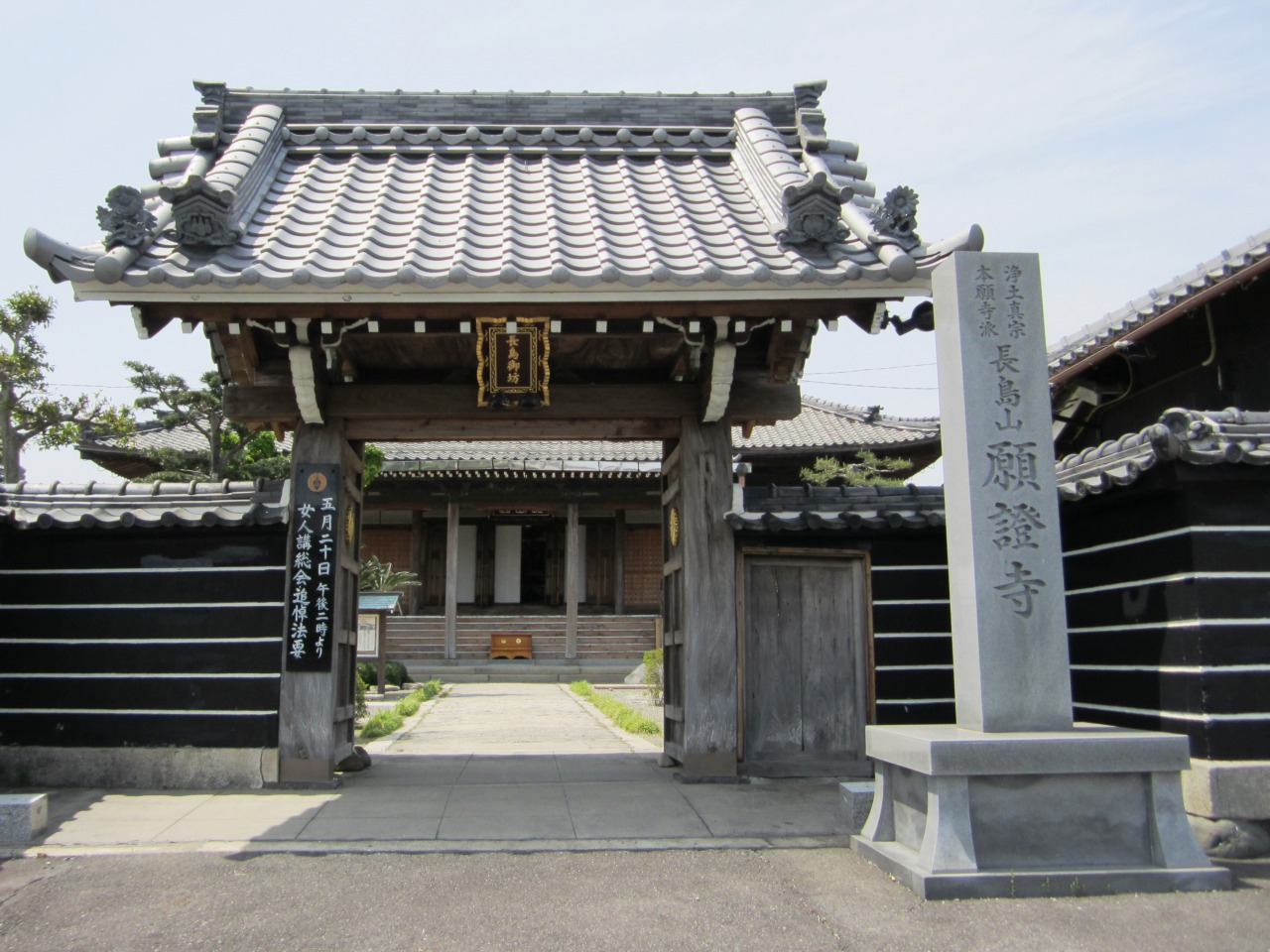
三重縣桑名市長島町的願證寺山門

但織田軍在撤退時被一向一揆利用地形，在山勢與大河包夾的狹道對織田軍發動攻擊，用弓矢與鐵砲一起射擊，導致織田軍的混亂，柴田勝家雖領軍迎擊，與一向一揆激戰，但一向一揆利用山勢一波波進攻，混戰之中，柴田勝家的馬印一度遭到一向一揆奪取，柴田家臣毛受勝照雖年僅17歲，卻勇猛地衝入敵軍陣中奪回勝家的馬印，獲得柴田勝家的讚賞，但部份一向一揆隨後由大田川乘50多艘船隻來攻，用弓矢與鐵砲射擊織田軍，連柴田勝家也被流矢射傷，在柴田勝家負傷後，安藤守就代他指揮織田軍應戰，但激戰之際安藤守就也受到重創，在柴田勝家、安藤守就負傷下，織田軍終究不敵退却，最後由氏家卜全指揮殿軍阻攔一向一揆的追擊，但稻葉城的太田甚兵衛倒戈一向一揆方，結果氏家卜全就在大田村一帶遭到一向一揆包圍戰死，其家臣弓削修理亮殉主自殺，企圖搶奪卜全遺體的家臣桑原土佐守、西堀勘兵衛等戰死，最終由飯沼長繼率20人反擊，在混戰中生擒一向一揆的僧官下間賴旦，但一向一揆眾又衝出將下間賴旦救回，飯沼軍也全軍潰散，飯沼長繼隻身逃往駒尾。
織田家此戰以失敗告終，陣亡數百人，一柳直次、種田正元等戰死。而願証寺的住持証意壯年逝世，住持之位由年僅11歲的兒子顯忍繼承。

## 第二次長島征伐
天正元年（1573年）時，織田信長在消滅淺井氏和朝倉氏後，於9月24日再度對長島一向一揆發動攻勢，織田信長戰前要透過織田信雄調動船隻在伊勢大湊會合。25日時，織田信長在太田城會合近江豪族於26日越過八風峠進入伊勢桑名，並派遣佐久間信盛、丹羽長秀、蜂屋賴隆跟羽柴秀吉攻破一向一揆方的西別所城，戰後也盡殺城中男女，柴田勝家跟瀧川一益則進攻一向一揆方在坂井城籠城的片岡氏，片岡氏被包圍後，獻出人質投降織田家。柴田勝家跟瀧川一益在10月6日離開坂井城後轉往進攻深谷部城的近藤氏，織田軍對深谷部城還發動金堀衆攻城，近藤家不敵降伏。
10月8日時，織田信長進軍至東別所，鄰近的伊坂、萱生、赤堀、田邊、桑部、千草、長深等豪族相繼投降織田信長，並獻上人質表示歸順。白山城的中島將監堅持不降，織田信長便派出佐久間信盛、蜂屋賴隆、丹羽長秀、羽柴秀吉四人領兵攻打白山城，在白山城四周堆土築丘，派金堀眾攻城，就在最終攻撃前，中島將監趕緊向織田家表示降伏。
織田信長平定北伊勢一帶，消減了長島一向一揆過半的勢力，隨後更修築矢田城，安排瀧川一益入駐，織田軍後在10月25日決定回歸。但織田軍撤退時選擇草木叢生的多藝山方向撤走，遭到一揆方利用地形追擊，一向一揆招來甲賀、伊賀的名人，以弓矢、鐵砲射殺織田軍，織田信長安排林秀貞之子宿老林通政作為殿軍，林通政與一向一揆眾力戰數回，最終與手下百餘人一同戰死，林氏家臣賀茂兄弟亦雙雙陣亡，織田軍損傷不小，時值天降豪雨，織田家士兵的陣亡者有的戰死有的則是凍死，織田信長在半夜回到大垣城，在26日退回岐阜城。

## 第三次長島征伐
兩度征伐失敗後，織田信長在天正3年（1575年）7月13日第三度率領數萬人揮師進攻長島一向一揆，先派出長子織田信忠率2萬兵馬出擊，當日於津島會師，在14日時對長島發動攻擊，織田信長在東邊的市江口安排織田信忠、織田信包、織田秀成、織田長利、織田信成、織田信次、池田恆興、森長可、齋藤長龍、簗田廣正、佐藤秀方、長谷川與次、關成政、和田定利、山田勝盛、梶原景久、坂井越中守、中島豊後守、市橋伝左衛門、塚本小大膳等人發動攻勢。
西邊的香取口則由柴田勝家、佐久間信盛為大將、稻葉一鐵、稻葉貞通、蜂屋賴隆、蒲生賢秀跟蒲生氏鄉父子從松之木渡河，兵力約為1萬，對岸的一向一揆以下間玄賴為主將，領2百艘軍船防備，蒲生氏鄉作為先鋒渡河作戰，織田軍迅速擊潰一向一揆眾，斬殺500敵軍。

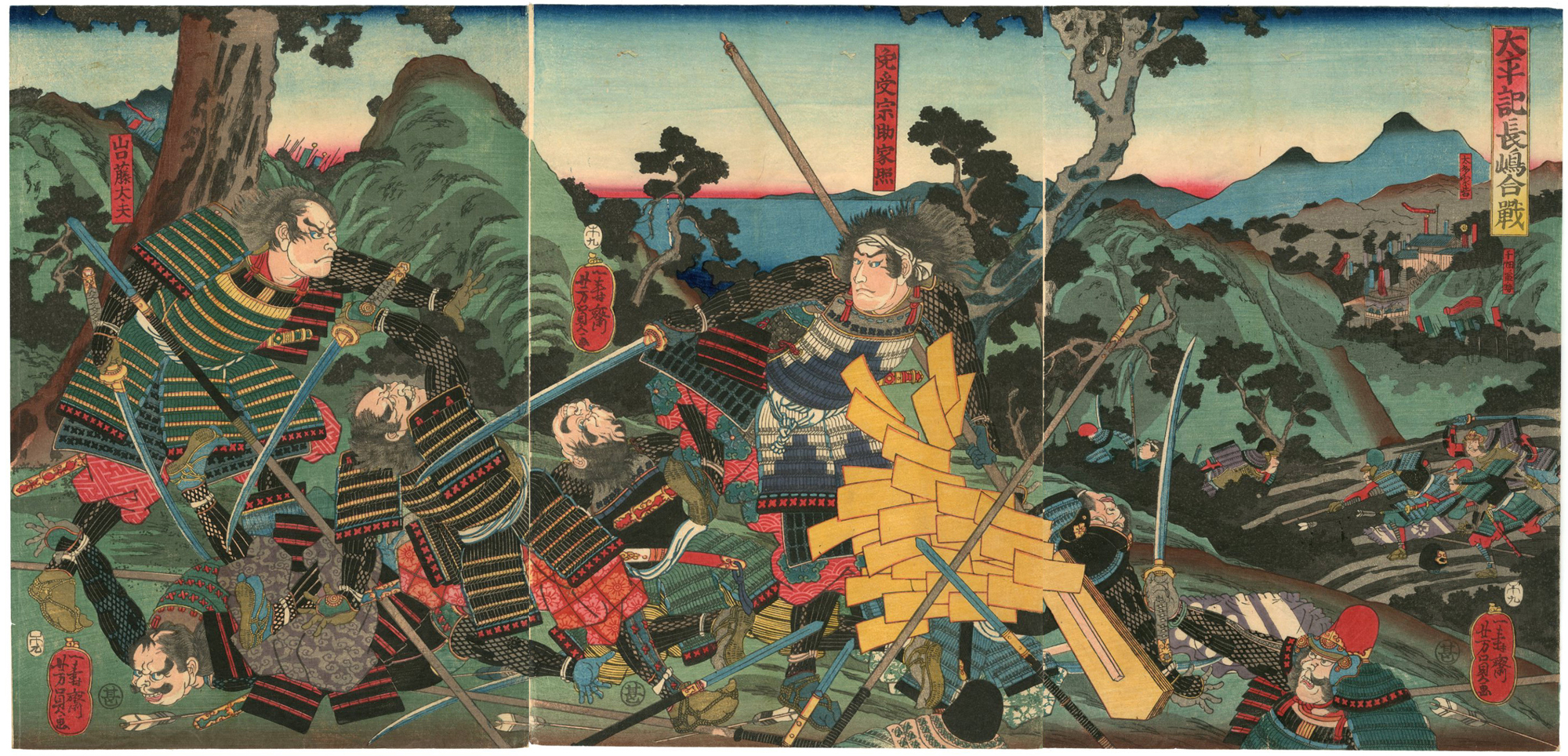
歌川芳員『太平記長嶋合戦』

織田信長則親率主軍至中央的早尾口，率領織田信廣、丹羽長秀、河尻秀隆、金森長近、淺井政貞、市橋長利、中條家忠、前田利家、佐佐成政、不破光治、不破勝光、氏家直通、安藤守就、羽柴秀長、丸毛長照、丸毛兼利、飯沼長繼、飯尾尚清，並安排織田信雄率領水軍從桑名出擊，一向一揆也在沿岸加強防備。
一向一揆在長島約有數千人，為防備織田信長的主力軍，在小木江村進行封鎖，織田信長遂分兵由淺井政貞、羽柴秀長進軍篠橋正面，一向一揆則聚集船隻試圖渡河到對岸襲擊織田軍，但被丹羽長秀所擊退，隨後前洲、海老江島、加路戶、鯏浦島等一揆方據點也遭到織田軍焚毀。交戰中，稻葉一鐵斬首60人，市橋長利跟不破光治在進攻一揆方據點時，雖遇到一揆方投降，但兩人不敢接受。
15日時，瀧川一益、九鬼嘉隆、伊藤實信、水野守隆率領安宅船，跟林通勝、島田秀滿率領的囲船組成船團，集合蟹江、荒子、熱田、大高、木多、寺本、大野、常滑、野間、內海、桑名、白子、平尾、高松、阿濃津、楠、細頸等尾張各地的士兵走水路對一揆方進行攻擊，織田信雄則集合垂水、鳥屋尾、大東、小作、田丸、坂奈井等伊勢各地的士兵乘大船參加作戰，兵力進一步增加的織田軍對通往長島的各路發起攻擊，將一向一揆逼迫退往長島。
一向一揆受織田軍壓迫，退往篠橋、大鳥居、屋長島、中江、長島五城，織田軍以織田信廣、織田信成、織田長利、氏家直通、安藤守就、飯沼長繼、淺井政貞、水野信元、橫井雅樂守進軍篠橋口，大鳥居由柴田勝家、稻葉一鐵父子跟蜂屋賴隆在今島佈陣監視｡坂手郷一帶由佐久間信盛父子率領近江眾佈陣，長島的東推付郷則由市橋長利、不破光治、丹羽長秀布陣､加路戶島口由織田信包、林通勝、島田秀滿率領尾張眾由上百艘船隻組成的船團從海上進行攻擊，南邊的大島口由織田信雄、織田信孝率領桑名眾跟伊勢船團進攻。
大鳥居、篠橋遭到織田軍以大鐵砲毀去塀、櫓後發動猛攻，城中的一向一揆勢試圖降伏織田家換取赦免，但織田信長堅決不願受降，持續包圍進行斷糧戰術。8月2日夜間，遭到織田軍籠城的大鳥居裡的一向一揆勢趁風雨想逃出城池，結果遭到織田家臣蒲生氏鄉追撃，斬首男女2千人，其耳鼻都被削下，織田信長將一揆方陣亡者的耳鼻送入敵陣，一向一揆眾大感驚怕｡8月12日時篠橋的一向一揆眾勢已交出城池為條件並參加進攻長島城為條件降伏，在織田信長允許後，篠橋的一向一揆眾在前往長島之時卻直接逃入城中，織田信長遂率全軍將長島城團團包圍，切斷其糧道。
在一向一揆被織田軍包圍在長島城同時，本願寺顯如也去信武田勝賴，希望武田家出兵牽制織田信長，武田勝賴也在8月24日回信承諾將出兵尾張、三河，但武田勝賴當年9月卻是出兵遠江國跟德川家康在天龍川對峙。
在歷經約3個月的包圍後，長島城內糧盡力屈，一向一揆眾在9月29日降伏開城，獲織田信長允降的一向一揆眾乘船出城，但織田軍卻出爾反爾，安排了數千挺鐵砲射擊船隻，企圖逃跑的一揆眾也被埋伏在河邊的織田軍殺害，連長島一向一揆首領願証寺的顯忍也被織田軍殺害。
一向一揆眾獲知織田信長違約後，七、八百人赤身裸體不要命地衝入織田軍陣勢裡，造成織田家一門眾中信長的親兄弟織田信廣、織田秀成，叔父織田信次，從兄弟織田信昌、織田信成、妹夫織田信直、佐治信方戰死，家臣和田定利、高木光秀、小瀨清長、平手久秀、山田勝盛、赤見左衛門、佐渡民部大輔等陣亡，伊勢武將峰八郎四郎盛祐、鹿伏兔六郎四郎、關盛信之子關四郎盛宗戰死。
受到織田軍反擊後，一向一揆由多芸山、北伊勢口逃散，退往石山本願寺，而憤怒的織田信長也對一向宗施行報復，用數重柵欄包圍住長島和中江兩砦，在四周放火將留在城中約2萬名男女全部燒死。部份一向一揆眾則經由水路投往武田家，結果在10月14日遭到德川家康派遣寺島鐵之丞襲擊。

## 戰後
長島一向一揆眾被鎮壓後，織田信長將北伊勢五郡跟長島城封給瀧川一益，峰城、鹿伏兔城交給織田信孝，其中峰城賜給岡本太郎左衛門尉，鹿伏兔左京繼承鹿伏兔城。
當時2歲的顕忍之弟顕恵被願證寺家臣救出，送往大坂本願寺，受到本願寺正統的認可。後來顕恵在近江國日野再興願證寺。

## 關連項目
- 一向一揆